# Esma Agolli
Esma Agolli (Tirana, 1r de juliol de 1928 - Tirana, 5 de juny de 2010) va ser una actriu albanesa.

## Biografia
Esma Agolli va debutar el 1948 com a actriu de teatre al Teatre Nacional de Tirana (Teatri Kombëtar). Al llarg de la seva carrera, Agolli va interpretar més de 60 papers al teatre, cinema i televisió. Agolli va interpretar els papers clàssics del repertori teatral, incloent Olga a Les tres germanes, Lena a Leonce i Lena, i el 1960, junt amb Mihal Popi, el paper principal a La locandiera en la primera representació albanesa de l'obra, dirigida per Selman Vaqarit. El 1980, es va retirar oficialment dels escenaris, però va continuar tornant esporàdicament en alguna representació. Entre d'altres, va interpretar el 2005 al Teatre Nacional Tirana amb l'obra Streha e të harruarve de Ruzhdi Pulahës.
Va debutar al cinema el 1957 com a núvia al curtmetratge Fëmijët e saj (Els vostres fills) de Hysen Hakani. En total, va rodar cinc pel·lícules més, però es va dedicar principalment al teatre.
Per als seus èxits artístics, Agolli va rebre el títol d'Artista Honrada (Artiste e Merituar).
Va morir per aturada cardiorespiratòria a la seva llar de Tirana el matí del 5 de juny de 2010, segons la seva família. Va ser enterrada el 7 de juny de 2010 segons els seus desitjos en un funeral familiar privat.

## Filmografia
- 1957: Fëmijët e saj
- 1958: Tana
- 1979: Në shtepinë tonë
- 1979: Përtej mureve të gurta
- 1979: Mysafiri
- 1990: Flete de bardha